# 中华对囊蕨
中华对囊蕨（学名：Deparia chinensis）也称中华介蕨，为蹄盖蕨科对囊蕨属下的一个种。